# Wladimir Maximowitsch Tutschkewitsch
Wladimir Maximowitsch Tutschkewitsch (russisch Владимир Максимович Тучкевич; * 29. Dezember 1904jul. / 11. Januar 1905greg. in Janowzy; † 24. Juli 1997 in St. Petersburg) war ein ukrainisch-russischer Physiker und Hochschullehrer.

## Leben
Tutschkewitsch besuchte die Realschule und dann eine Schule in Ufa. Ohne Schulabschluss trat er nach der Oktoberrevolution im November 1919 als Freiwilliger in die Rote Armee ein. Er war Chef eines Sanitätszugs. Er lernte an einer Infanterieschule und nahm an Vorbereitungskursen für ein Studium teil. 1924 wurde er demobilisiert.
1924 begann Tutschkewitsch das Studium an der physikalisch-mathematischen Fakultät der Universität Kiew. Noch als Student arbeitete er ab 1927 im Röntgen-Institut. Nach dem Abschluss des Studiums 1928 begann er die Aspirantur. Gleichzeitig arbeitete er im Metrologischen Institut und organisierte und leitete das physikalische Laboratorium im Charkower Röntgenologischen Institut. 1931–1935 unterrichtete er im Charkower Elektrotechnik-Institut.
1935 ging Tutschkewitsch nach Leningrad und wurde wissenschaftlicher Mitarbeiter des Physikalisch-Technischen Instituts (FTI) der Akademie der Wissenschaften der UdSSR (AN-SSSR, seit 1991 Russische Akademie der Wissenschaften (RAN)), in dem er schließlich Laboratoriumsleiter wurde. Daneben lehrte er am Leningrader Polytechnischen Institut (LPI) zunächst als Dozent am Lehrstuhl für Physik und dann als Professor am Lehrstuhl für Experimentalphysik. 1939 verteidigte er seine Kandidat-Dissertation. Im Mittelpunkt seiner Arbeit standen die Halbleiter und der Bau von Halbleiterapparaturen.
Während des Deutsch-Sowjetischen Krieges arbeitete Tutschkewitsch in der Gruppe Anatoli Petrowitsch Alexandrows zusammen mit Igor Wassiljewitsch Kurtschatow und Boris Jeleasarowitsch Godsewitsch, um die Schiffe auf der Ostsee und Nordsee vor Magnetminen zu schützen.
Nach dem Kriege leitete Tutschkewitsch Untersuchungen zur Isotopentrennung schwerer Elemente. Ab 1949 leitete er im FTI die Entwicklung von Methoden zur Züchtung reiner Einkristalle von Germanium und Silicium, so dass 1952 die ersten planaren Dioden und Transistoren hergestellt wurden. 1951 leitete Tutschkewitsch die Entwicklung von Dioden für hohe Ströme und Spannungen ein. Zu seinen Mitarbeitern gehörte Schores Iwanowitsch Alfjorow. 1952 trat Tutschkewitsch in die KPdSU ein. 1956 verteidigte er seine Doktor-Dissertation. 1967 wurde er Direktor des FTI als Nachfolger Boris Pawlowitsch Konstantinows. 1968 wurde Tutschkewitsch zum Korrespondierenden Mitglied der AN-SSSR gewählt. 1970 wurde er Vollmitglied der AN-SSSR. Er war Mitglied im Leningrader Stadtkomitee der KPdSU und wurde wiederholt in das Oblastkomitee gewählt.
1973 gehörte Tutschkewitsch zu den Unterzeichnern des Offenen Briefes in der Prawda gegen Andrei Dmitrijewitsch Sacharow, in dem ihm seine Aktivitäten als Bürgerrechtler gegen die sowjetische Innen- und Außenpolitik vorgeworfen wurden.
Tutschkewitsch leitete zusammen mit Benzion Moissejewitsch Wul und Sergei Grigorjewitsch Kalaschnikow ein vielfältiges Programm zur breiten Nutzung von Leistungshalbleitern für Schaltregler und beteiligte sich an der Entwicklung von Reglern für Konverter in der Metallurgie. 1983 gründete er am LPI den Lehrstuhl für Halbleiterbauelemente und leitete ihn ehrenamtlich. 1986 schied er aus dem Direktorenamt, blieb aber Leiter der FTI-Institute. Sein Nachfolger als Direktor wurde Schores Iwanowitsch Alfjorow. Tutschkewitsch wurde Berater des Präsidiums der AN-SSSR und Lehrstuhlleiter am Leningrader Technologischen Institut. Er war Autor einer Vielzahl von Veröffentlichungen.

## Ehrungen, Preise
- Stalinpreis I. Klasse (1942)
- Medaille „Für heldenmütige Arbeit im Großen Vaterländischen Krieg 1941–1945“
- Leninorden (1954, 1974, 1984)
- Orden des Roten Banners der Arbeit (1959)
- Verdienter Wissenschaftler der RSFSR
- Leninpreis (1966)
- Jubiläumsmedaille „Zum Gedenken an den 100. Geburtstag von Wladimir Iljitsch Lenin“
- B. P. Konstantinow-Preis der AN-SSSR (1982)
- Held der sozialistischen Arbeit (1984)
- Orden des Vaterländischen Krieges II. Klasse (1985)[1]